# Рэтлефф, Эд
Уильям Эдвард «Изи Эд» Рэтлефф (англ. William Edward "Easy Ed" Ratleff; родился 29 марта 1950) ― бывший американский баскетболист. Учился в школе Колумбус Ист, где был капитаном баскетбольной команды, в составе неё в 1968 году принял участие в чемпионате штата Огайо: в этом же турнире на звание чемпиона штата Огайо среди школьных команд претендовал в 1969 и Дуайт Ламар. Был отобран для участия в летних Олимпийских играх 1972 года в составе мужской баскетбольной сборной США. Был выбран шестым пиком на драфте НБА 1973. В составе данной лиги сыграл пять сезонов.

## Школа
Посещал школу Колумбус Ист в городе Колумбус, штат Огайо. Возглавлял школьную команду на чемпионате ААА в 1967-1968 годах со счётом 25-0. В 1968-1969 годах его команда (Тайгерс) также не была ни разу побеждена.

## Спортивная карьера в колледже и участие в Олимпиаде
Играл на позиции защитника/форварда. Выступал в составе команды университета штата Калифорния на Лонг-Бич под руководством тренера Тарканяна.
Рэтлефф также играл за сборную США по баскетболу на летних Олимпийских играх 1972, где американцы проиграли скандальный финальный матч со сборной СССР. Рэтлефф и его товарищи по команде были удостоены серебряных медалей, но отказались их принять. На протяжении всего олимпийского турнира Рэтлефф имел в среднем 6,4 очка за игру.

## Профессиональная карьера
Рэтлефф был отобран шестым пиком в драфта НБА 1973 года клубом «Хьюстон Рокетс». С «Рокетс» он отыграл пять сезонов, имея в среднем 8,3 очка и 4 подбора за всё время выступлений в НБА.

## Признание
В 2009 году его имя было включено в почётный список Зала славы баскетбола штата Огайо. В 2015 году он также был введён в Зал славы университетских команд по баскетболу.

## Статистика

### Статистика в НБА
| Сезон                                                                                    | Команда | Регулярный сезон | Регулярный сезон | Регулярный сезон | Регулярный сезон | Регулярный сезон | Регулярный сезон | Регулярный сезон | Регулярный сезон | Регулярный сезон | Регулярный сезон | Регулярный сезон | Серия плей-офф | Серия плей-офф | Серия плей-офф | Серия плей-офф | Серия плей-офф | Серия плей-офф | Серия плей-офф | Серия плей-офф | Серия плей-офф | Серия плей-офф | Серия плей-офф |
| Сезон                                                                                    | Команда | GP               | GS               | MPG              | FG%              | 3P%              | FT%              | RPG              | APG              | SPG              | BPG              | PPG              | GP             | GS             | MPG            | FG%            | 3P%            | FT%            | RPG            | APG            | SPG            | BPG            | PPG            |
| ---------------------------------------------------------------------------------------- | ------- | ---------------- | ---------------- | ---------------- | ---------------- | ---------------- | ---------------- | ---------------- | ---------------- | ---------------- | ---------------- | ---------------- | -------------- | -------------- | -------------- | -------------- | -------------- | -------------- | -------------- | -------------- | -------------- | -------------- | -------------- |
| 1973/74                                                                                  | Хьюстон | 81               | -                | 21,9             | 43,4             | -                | 79,8             | 3,5              | 2,2              | 1,1              | 0,3              | 7,5              | Не участвовал  | Не участвовал  | Не участвовал  | Не участвовал  | Не участвовал  | Не участвовал  | Не участвовал  | Не участвовал  | Не участвовал  | Не участвовал  | Не участвовал  |
| 1974/75                                                                                  | Хьюстон | 80               | -                | 32,0             | 46,1             | -                | 82,6             | 5,7              | 3,2              | 1,8              | 0,6              | 11,8             | 8              | -              | 36,4           | 41,4           | -              | 85,0           | 6,6            | 4,4            | 1,8            | 0,1            | 11,1           |
| 1975/76                                                                                  | Хьюстон | 72               | -                | 33,3             | 48,5             | -                | 81,6             | 5,3              | 3,6              | 1,6              | 0,5              | 11,1             | Не участвовал  | Не участвовал  | Не участвовал  | Не участвовал  | Не участвовал  | Не участвовал  | Не участвовал  | Не участвовал  | Не участвовал  | Не участвовал  | Не участвовал  |
| 1976/77                                                                                  | Хьюстон | 37               | -                | 14,4             | 43,5             | -                | 61,9             | 2,1              | 1,2              | 0,5              | 0,2              | 4,5              | Не участвовал  | Не участвовал  | Не участвовал  | Не участвовал  | Не участвовал  | Не участвовал  | Не участвовал  | Не участвовал  | Не участвовал  | Не участвовал  | Не участвовал  |
| 1977/78                                                                                  | Хьюстон | 68               | -                | 17,1             | 41,9             | -                | 83,0             | 2,4              | 2,3              | 0,9              | 0,3              | 4,4              | Не участвовал  | Не участвовал  | Не участвовал  | Не участвовал  | Не участвовал  | Не участвовал  | Не участвовал  | Не участвовал  | Не участвовал  | Не участвовал  | Не участвовал  |
|                                                                                          | Всего   | 338              | -                | 24,9             | 45,4             | -                | 80,3             | 4,0              | 2,7              | 1,3              | 0,4              | 8,3              | 8              | -              | 36,4           | 41,4           | -              | 85,0           | 6,6            | 4,4            | 1,8            | 0,1            | 11,1           |
| Наведите курсор мыши на аббревиатуры в заголовке таблицы, чтобы прочесть их расшифровку. |         |                  |                  |                  |                  |                  |                  |                  |                  |                  |                  |                  |                |                |                |                |                |                |                |                |                |                |                |